# 8月21日
8月21日是陽曆年的第233天（閏年是234天），離一年的結束還有132天。

## 大事记

### 12世纪
- 1140年：郾城之战中，宋朝将领岳飞率军大胜金朝将领兀术。
- 1192年：源赖朝继任征夷大将军，成为日本真正的统治者。

### 17世紀
- 1609年：意大利科學家伽利略展示了人類歷史上第一架按照科學原理制造出來的望遠镜。
- 1680年：普韦布洛起义中反抗的普韦布洛人占领了西班牙殖民者城市圣菲。

### 18世纪
- 1716年：第七次奥威战争中，威尼斯援军的抵达迫使奥斯曼帝国放弃了克基拉岛的包围攻势，保下了威尼斯共和国对伊奥尼亚群岛的控制。
- 1770年：詹姆斯·库克宣布建立新南威尔士州，将东澳大利亚并入大不列颠王国领土。
- 1778年：英国军队开始对法国军队控制的本地治里进行围城战。
- 1791年：海地革命因一场巫毒仪式转化成武装起义而爆发。

### 19世紀
- 1810年：法國元帥讓-巴蒂斯特·貝爾納多特獲得瑞典國會選為瑞典王儲。
- 1856年：美國首位駐日領事湯森·哈里斯抵達日本。
- 1900年：维新派唐才常发动的自立军起义被剿灭。

### 20世紀
- 1911年：法国巴黎罗浮宫收藏的列奥纳多·达芬奇创作的油画《蒙娜丽莎》被博物馆的工作职员盗走，一直到2年后才被寻获。
- 1918年：护法运动：桂系军阀排斥孙中山，孙中山愤而辞去大元帅之职。日军政府政务会议推岑春煊为主席总裁。
- 1935年：长征途中，中国工农红军开始通过四川境内的松潘草地。
- 1942年：瓜达尔卡纳尔岛战役中，美国海军陆战队在大鳄鱼湾击败日本陆军。
- 1944年：第二次世界大战：加拿大和波兰实施作为诺曼地战役最后总攻击的温顺行动，成功夺取了具有重要战略意义的法国法莱斯。
- 1944年：第二次世界大戰：中苏美英四国根据《中、苏、美、英四国关于普遍安全的宣言》，为筹建世界性国际组织，于美国华盛顿附近敦巴頓橡樹園举行敦巴頓橡樹園會議。会议拟定了《关于建立普遍性国际组织的建议案》，建议这个国际组织取名为联合国。
- 1945年：蒋介石代表中国在联合国宪章上签字。
- 1959年：美国联邦政府正式宣布夏威夷领地改为夏威夷州，成为美国第50个州份。
- 1963年：越南共和國總統吳廷琰的弟弟吳廷瑈指揮特種部隊查抄舍利寺等佛教寺院，最後至少逮捕1,400人並且殺害數百名佛教徒。
- 1963年：一架图-124客机因起落架故障在涅瓦河迫降，机上52人无一死亡。
- 1968年：华沙条约组织军队突然占领捷克斯洛伐克首都布拉格，并逮捕领导人亚历山大·杜布切克以及处决72名当地公民，主张政治自由化的布拉格之春宣告结束。
- 1976年：因8月18日的板門店事件，聯合國軍進行「保羅·班揚」作戰計劃，砍除造成阻礙南、北韓相互監視的楊樹。
- 1980年：邓小平接受意大利记者奥里亚娜·法拉奇专访，对毛泽东的历史地位做了评价。、
- 1981年：首支多国维和部队在贝鲁特登陆，并负责监督巴勒斯坦解放组织撤出黎巴嫩。
- 1983年：菲律宾反对派领袖于马尼拉国际机场遭枪杀身亡，最终导致人民力量革命。
- 1986年：喀麦隆西北部的火山湖尼奥斯湖喷发高浓度二氧化碳，造成1,746人死亡。
- 1991年：蘇聯解體：拉脱维亚脱离苏联，宣布恢复独立。
- 1991年：蘇聯解體－八一九事件：蘇聯總統戈爾巴喬夫在電視講話上宣布由保守派發動的政變失敗。
- 1993年：美國太空總署與火星觀察者號失去聯絡。
- 1993年：中國的王軍霞獲第四屆世界田徑錦標賽一萬米金牌。
- 1995年：大西洋東南航空529號班機空難。
- 2000年：俄罗斯正式宣布库尔斯克号全体官兵遇难。

### 21世紀
- 2001年：北約組織決定派遣維和部隊前往馬其頓。
- 2005年：第二十三届世界大学生运动会在土耳其伊兹密尔闭幕。
- 2006年：臺灣中國國際商銀與交通銀行合併更名為兆豐國際商業銀行。
- 2007年：5级风暴飓风迪安登陆犹加敦半岛造成45人死亡，以及将近15亿美元的经济损失。
- 2007年：《生化奇兵》在北美發售，大獲好評，並展示了電子遊戲作為一種藝術形式的魅力。
- 2011年：日本大型女子偶像組合-乃木坂46出道。
- 2013年：敘利亞反對派在大馬士革古塔的控制區遭到攜帶沙林之火箭彈襲擊，造成至少281人死亡。
- 2015年：日本大型女子偶像團體-欅坂46成立。
- 2016年：2016年夏季奧林匹克運動會在巴西里約熱內盧的馬拉卡納體育場舉行閉幕典禮。
- 2019年：香港中華煤氣因業績差而捱沽，股價大跌5.26%至16.2元，是2008年11月以來最大的單日跌幅，亦是表現最差的恒指成分股。[1]

## 出生
- 1165年：腓力二世，法蘭西國王（1223年逝世）
- 1535年：島津義弘，日本安土桃山時代的島津家大名（1619年逝世）
- 1567年：圣方济各·沙雷氏，瑞士主教（1654年逝世）
- 1643年：阿方索六世，布拉干薩王朝的第二位葡萄牙國王，綽號「勝利王」（1683年逝世）
- 1645年：洪昇，清朝戏曲家，《长生殿》作者（1704年逝世）
- 1670年：詹姆斯·菲茨詹姆斯，法國軍事將領，第一代貝里克公爵（1734年逝世）
- 1725年：讓-巴蒂斯特·格勒茲，法國畫家（1805年逝世）
- 1747年：弗蘭茨·馮·保拉·施蘭克，德國牧師、植物學家、昆蟲學家（1835年逝世）
- 1754年：伯納斯特·塔爾頓，英國陸軍將領、政治家（1833年逝世）
- 1754年：威廉·默多克，苏格兰发明家，煤气灯发明者（1839年逝世）
- 1765年：威廉四世，英國、漢諾瓦國王（1837年逝世）
- 1789年：奧古斯丁·路易·柯西，法國數學家，主要貢獻在微積分學、複變函數、微分方程（1857年逝世）
- 1798年：儒勒·米什莱，被譽為「法國史學之父」的歷史學家（1874年逝世）
- 1840年：韓默理，比利時聖母聖心會會士，天主教西南蒙古教區主教（1900年逝世）
- 1858年：魯道夫，奧匈帝國皇帝弗朗茨·約瑟夫一世獨子（1889年逝世）
- 1872年：奥伯利·比亚兹莱，十九世紀末最偉大的英國插畫藝術家之一（1898年逝世）
- 1887年：詹姆斯·穆迪，英國海員，鐵達尼號六副（1912年逝世）
- 1891年：艾米利亞諾·梅爾卡多·德爾托羅，波多黎各超級人瑞（2007年逝世）
- 1893年：莉莉·布朗熱，法國作曲家（1918年逝世）
- 1907年：郭澄，中華民國政治人物，前任行政院研考會主委、國民大會秘書長（1980年逝世）
- 1909年：埃塞爾·凱特勒姆，英國超級人瑞
- 1915年：弗朗茨·斯蒂格勒，德國飛行員（2008年逝世）
- 1917年：里奧尼德·赫維克茲，波蘭裔美國經濟學家，2007年諾貝爾經濟學獎得主（2008年逝世）
- 1917年：埃丝特·库珀·杰克逊，美國民權活動家、社會工作者（2022年逝世）
- 1925年：莫里斯·皮亚拉，法國電影導演、劇作家、演員，以嚴謹和無情的風格知名（2003年逝世）
- 1925年：豪尔赫·拉斐尔·魏地拉，阿根廷軍人、政治人物，前任阿根廷總統（2013年逝世）
- 1927年：托馬斯·孟蓀，耶穌基督後期聖徒教會第16任總會會長（2018年逝世）
- 1927年：文禮治，葡萄牙政治人物，第126任澳門總督（2022年逝世）
- 1930年：，英國王親。（2002年逝世）
- 1936年：威爾特·張伯倫，美國NBA聯盟職業籃球運動員，世人稱之「籃球皇帝」（1999年逝世）
- 1937年：古斯塔沃·诺沃亚，厄瓜多政治人物，前任厄瓜多總統（2021年逝世）
- 1939年：费斯图斯·莫加埃，波札那政治人物，第3任波札那總統
- 1940年：塞迈雷迪·安德烈，匈牙利數學家
- 1944年：彼得·威爾，澳大利亞電影導演
- 1947年：曹景行，中國媒體人（2022年逝世）
- 1952年：伊日·帕劳贝克，捷克社民黨副主席，第6任捷克共和國總理
- 1953年：關根勤，日本男演員
- 1954年：許子東，香港中國文學學者
- 1956年：馮錦堂，香港男配音員
- 1956年：金·凱特羅，英國裔加拿大女演員
- 1956年：乔恩·泰斯塔，美國蒙大拿州美國参议院议員
- 1959年：新居昭乃，日本歌手
- 1960年：林秋離，臺灣作詞家、唱片製作人（2022年逝世）
- 1961年：史蒂芬·海倫伯格，美國漫畫家，《海綿寶寶》作者（2018年逝世）
- 1962年：宮崎勤，日本連環殺手（2008年逝世）
- 1962年：斯科特·貝森特，美國投資家、對沖基金經理，現任美國財政部長
- 1963年：穆罕默德六世，摩洛哥阿拉維王朝第22位君主
- 1967年：竇文濤，香港鳳凰衛視主持人
- 1967年：凱莉-安·摩絲，加拿大女演員
- 1967年：皇名月，日本漫畫家、插畫家
- 1967年：塞尔日·坦基扬，美籍亞美尼亞歌手、作曲家、詩人、政治活動家
- 1968年：陈旭然，中國主持人（1998年逝世）
- 1971年：關德輝，台灣男演員
- 1971年：萩原聖人，日本演員
- 1971年：細野豪志，日本民主黨眾議院議員
- 1971年：路·波特，美國棒球選手
- 1973年：谢尔盖·布林，美國電腦工程師、企業家，Google創辦人之一
- 1974年：路嘉怡，台灣主持人
- 1976年：朴宣暎，韓國女演員
- 1976年：謝夫·根寧咸，牙買加裔美國職業足球員
- 1978年：吳辰君，台灣女演員
- 1978年：于毅，中國男演員、歌手
- 1978年：布密卡·曹拉，印度女演員
- 1978年：杰森·马奎斯，美國職棒大聯盟明尼蘇達雙城先發投手
- 1979年：劉威煌，香港歌手
- 1980年：相澤舞，日本女性聲優、歌手
- 1980年：李正秀，韓國足球運動員
- 1983年：史葛·麥當勞，澳洲足球運動員
- 1984年：陳一天，香港男藝人
- 1984年：麥曦茵，香港導演、編劇
- 1984年：艾莉婕，法國女歌手
- 1984年：B·J·厄普顿，美國職棒大聯盟選手
- 1985年：蘿拉·哈德克，英國女演員
- 1985年：博拉代·阿皮蒂，法國男子擊劍運動員
- 1985年：尼古拉斯·阿尔玛格罗，西班牙网球運動員
- 1986年：尤塞恩·博尔特，牙买加短跑名将，现100米、200米、4x100米接力世界记录保持者
- 1986年：沃特·布拉馬，荷蘭足球選手
- 1986年：貝東丹·欽那瓦，泰國商人、政治人物，第31任泰國總理
- 1987年：鄭汛，中國冰舞運動員
- 1987年：金起範，韓國男子偶像團體Super Junior成員
- 1988年：羅伯特·莱万多夫斯基，波兰足球運動員
- 1989年：希丹·彭尼蒂亞，美國女演員
- 1989年：朱德·特鲁姆普，英國職業撞球選手
- 1990年：東城日沙子，日本女性聲優
- 1990年：柏·本漢，美國喜劇演員、音樂家、演員、電影導演、編劇、詩人
- 1992年：宋承炫，韓國男子偶像樂團FTIsland成員
- 1993年：林莎，臺灣女藝人
- 2000年：柯賓·卡洛爾，美國職業棒球運動員
- 2002年：余景天，中國男藝人
- 2002年：鈴木彩艷，日本職業足球運動員
- 生年不詳：堀總士郎，日本男性聲優

## 逝世
- 672年：弘文天皇，日本第39代天皇（648年出生）
- 913年：唐道袭，五代十国前蜀将官（生年不详）
- 1151年：阿方索七世，卡斯提尔国王（1105年出生）
- 1581年：佐久間信盛，日本武將。（1527年出生）
- 1614年：伊莉莎白·巴托里，那達斯地伯爵的遺孀。（1560年出生）
- 1774年：慶恭皇貴妃，乾隆帝皇貴妃。（1724年出生）
- 1836年：克勞德-路易·納維，法國工程師、物理學家。（1785年出生）
- 1836年：愛德華·特納·班尼特，英國動物學家、作家。（1797年出生）
- 1855年：孝靜成皇后，咸豐帝的養母。（1812年出生）
- 1940年：列夫·托洛茨基，前俄共（布）和第四國際領袖，為無產階級革命家、軍事家、政治理論家和作家。（1879年出生）
- 1943年：亨利克·蓬托皮丹，丹麦作家，1917年诺贝尔文学奖获得者。（1857年出生）
- 1974年：林仰山，英國浸禮會傳教士。（1892年出生）
- 1982年：索布扎二世，斯威士兰国王。（1899年出生）
- 1983年：，菲律賓政治人物。（1932年出生）
- 1995年：苏布拉马尼扬·钱德拉塞卡，印度裔美国物理学家，1983年诺贝尔物理学奖得主。（1910年出生）
- 2012年：梅莱斯·泽纳维，曾任埃塞俄比亚總統、总理。（1955年出生）
- 2015年：汪东兴，中国共产党前高级领导人（1916年出生）
- 2016年：顾正秋，台灣京劇演員（1929年出生）
- 2021年：瑪麗·金斯基王妃，列支敦斯登親王妃（1940年出生）
- 2022年：余苑綺，台灣演員、歌手（1983年出生）
- 2023年：沈鵬，中國書法家（1931年出生）

## 节假日和习俗
- 拉脫維亞：独立日
- 菲律賓：尼诺·阿基诺纪念日
- 摩洛哥：青年节